# Pauline Klaiber-Gottschau
Pauline Louise Karoline Klaiber-Gottschau (* 30. Oktober 1855 in Frauenzimmern bei Brackenheim, Württemberg; † 12. September 1944 in Stuttgart) war eine literarische Übersetzerin.

## Leben
Pauline wurde als eines von fünf Kindern des Pfarrers und späteren Dekans Karl Friedrich Klaiber und seiner Frau Pauline (1820–1870) geboren. Im Jahr 1918 heiratete sie Max Gottschau (1849–1923) und lebte mit ihm in Würzburg. Ab 1925 lebte sie bis zu ihrem Tod in Stuttgart.
Sie übersetzte Belletristik aus dem Schwedischen, Norwegischen, Dänischen und Englischen, darunter fast das gesamte Werk von Selma Lagerlöf. Ihr Stammverlag war der Albert-Langen-Verlag in München. 

## Herausgeberschaft
- Maria Susanne Kübler: Das Hauswesen nach seinem ganzen Umfange, Stuttgart 1905

## Übersetzungen
- Roald Amundsen: Die Eroberung des Südpols, München
  - 1 (1912)
  - 2 (1912)
- Roald Amundsen: Die Nordwest-Passage, München 1908
- Hans Christian Andersen: Märchen, Stuttgart 1900
- Martin Andersen Nexø: Gesammelte Novellen, München
  - 1. Proletarier-Novellen, 1923
- Peter Christen Asbjørnsen: Nordische Volks- und Hausmärchen, München
  - 1 (1909)
  - 2 (1909)
  - 3 (1909)
- Jenny Blicher-Clausen: Inga Heine, Stuttgart 1901
- Jenny Blicher-Clausen: Onkel Franz, Stuttgart 1903
- Jenny Blicher-Clausen: Sonja, Stuttgart 1906
- Karl Gustav Broendsted: Der Borreturm, Leipzig 1899
- Karl Gustav Broendsted: Freiheit, Leipzig 1901
- Karl Gustav Broendsted: Niels Glambäk, Leipzig 1902
- George Bronson-Howard: Meeresgold, Stuttgart 1910
- Laurids Bruun: Die Mitternachtssonne, Berlin 1908
- Jacob Breda Bull: Hans Nielsen Hauge, der Erwecker Norwegens, Stuttgart 1926
- Bithia Mary Croker: Miss Balmaines Vergangenheit, Stuttgart
  - 1 (1899)
  - 2 (1899)
- Sophie Elkan: Von Gottes Gnaden, Stuttgart
  - 1 (1906)
  - 2 (1906)
- Carit Etlar: Der Junker von Agersböl. Das Pfingstfest in Tibirke, Berlin [u. a.] 1902
- Carl Ewald: Sechs Märchen, Kopenhagen 1898
- Evy Fogelberg: Mathilda Wredes letzte Jahre, Stuttgart 1929
- Berndt Fredgren: Das Mädchen vom Moorhof, München 1913
- Hans Emil Friis: Königin Christine von Schweden, Leipzig 1899
- Knut Hamsun: Gedämpftes Saitenspiel, München 1910
- Knut Hamsun: Segen der Erde, München 1918
- Knut Hamsun: Die Stadt Segelfoss, München 1916
- Knut Hamsun: Unter Herbststernen, München 1908
- Knut Hamsun: Die Weiber am Brunnen, München 1921
- Verner von Heidenstam: Die Schweden und ihre Häuptlinge, München
  - 1 (1909)
  - 2 (1911)
- Erna Heinberg: Estrid und Karen, Stuttgart 1932
- Erna Heinberg: Der Freundschaftsbund, Stuttgart 1934
- Erna Heinberg: Ulla, die kleine Helferin, Stuttgart 1931
- Erna Heinberg: Das Wunderkind, Stuttgart 1934
- Jarl Hemmer: Gehenna, München 1933
- Jarl Hemmer: Die Morgengabe, München 1936
- Lucie Hörlyk: Die alte Plantage, München 1911
- Lucie Hörlyk: Meta Hauch, München 1912
- Elias Krämmer: Der Weg zum Leuchtfeuer, Stuttgart 1928
- Elias Krämmer: Die Wogen rollen, Stuttgart 1929
- Selma Lagerlöf: Anna, das Mädchen aus Dalarne, München 1929
- Selma Lagerlöf: Aus meinen Kindertagen, München 1931
- Selma Lagerlöf: Charlotte Löwensköld, München 1926
- Selma Lagerlöf: Der Fuhrmann des Todes, München 1912
- Selma Lagerlöf: Gösta Berling, München 1904
- Selma Lagerlöf: Das heilige Leben, München 1920
- Selma Lagerlöf: Eine Herrenhofsage, München 1903
- Selma Lagerlöf: Herrn Arnes Schatz, München 1942
- Selma Lagerlöf: Jans Heimweh, München 1914
- Selma Lagerlöf: Jerusalem, München
  - 1. In Dalarne. - 1902, 1905
  - 2. Im Heiligen Lande. - 1906
- Selma Lagerlöf: Liljecronas Heimat, München 1911
- Selma Lagerlöf: Mårbacka, München 1923
- Selma Lagerlöf: Onkel Theodor, München 1928
- Selma Lagerlöf: Der Ring des Generals, München 1943
- Selma Lagerlöf: Tagebuch, München 1934
- Selma Lagerlöf: Unsichtbare Bande, München 1912
- Selma Lagerlöf: Der verzauberte Hof und andere neue Erzählungen, München [u. a.] 1947
- Selma Lagerlöf: Wiederkehr nach Värmland und andere neue Geschichten, München 1936
- Selma Lagerlöf: Die Wunder des Antichrist, München 1905
- Selma Lagerlöf: Die wunderbare Reise des kleinen Nils Holgersson mit den Wildgänsen, München
  - 1 (1907)
  - 2 (1908)
  - 3 (1908)
- Sven Lange: Der Baum der Erkenntnis, München 1909
- Severin Lieblein: Der Letzte seines Geschlechts, Leipzig 1913
- William John Locke: Carlotta, Stuttgart
  - 1 (1909)
  - 2 (1909)
- Mathilde Malling: Der alte Herrenhof, Stuttgart 1898
- Zacharias Nielsen: Die Kohlenbrenner, Leipzig 1898
- Nis Petersen: Die Sandalenmachergasse, München 1933
- Olfert Ricard: Christus und seine Getreuen, Stuttgart 1910
- Barbra Ring: Babbens Tagebuch, Herrliberg-Zürich 1943
- Anna Maria Roos: Der Ruf der Zeit, Stuttgart 1932
- Ingeborg Maria Sick: Bibelland, Stuttgart 1932
- Ingeborg Maria Sick: Die Geschichte eines Lächelns und andere Erzählungen, Potsdam 1922
- Ingeborg Maria Sick: Der heilige Ehestand, Stuttgart 1906
- Ingeborg Maria Sick: Heilige Nacht, Basel 1935
- Ingeborg Maria Sick: Der Hochlandpfarrer, Stuttgart 1904
- Ingeborg Maria Sick: Im Schatten des Klosters, Leipzig 1913
- Ingeborg Maria Sick: Ina, Stuttgart 1912
- Ingeborg Maria Sick: Jungfrau Else, Stuttgart 1906
- Ingeborg Maria Sick: Karen Jeppe, Stuttgart 1929
- Ingeborg Maria Sick: Das Lenztal, Stuttgart 1924
- Ingeborg Maria Sick: Mathilda Wrede, ein Engel der Gefangenen, Stuttgart 1922
- Ingeborg Maria Sick: Minnesang, Stuttgart 1927
- Ingeborg Maria Sick: Die Prinzessin am Spinnrad, Leipzig 1912
- Ingeborg Maria Sick: Der Schatz von der Hohenburg und andere Erzählungen, Potsdam 1919
- Ingeborg Maria Sick: Das schlafende Haus und andere Geschichten, Stuttgart 1909
- Ingeborg Maria Sick: Die Stunde Gottes, Basel 1937
- Ingeborg Maria Sick: Zwei Königskinder, Basel 1935
- August Strindberg: Ehegeschichten, Leipzig 1919
- August Strindberg: Fabeln, Leipzig 1919
- August Strindberg: Die Kronbraut, Leipzig 1919
- August Strindberg: Schwanenweiß, Leipzig 1919
- August Strindberg: Ein Traumspiel, Leipzig 1919
- Alexander Svedstrup: Erik Gudmand, Stuttgart 1927
- Magdalene Thoresen: Am Abgrund vorbei, Berlin [u. a.] 1900
- Anna Wahlenberg: Die Glückskatze und andere Märchen, Berlin [u. a.] 1922
- Anna Wahlenberg: Der Sonnenbaum und andere Märchen, Berlin [u. a.] 1921
- Einar Wallquist: Der Lappendoktor, Stuttgart 1938